# Gabriel Pierre Patrice Rambourgt
Pour les articles homonymes, voir Rambourgt.
Gabriel Pierre Patrice Rambourgt, né le 16 novembre 1773 à Fontaine-les-Grès (Aube), mort le 13 décembre 1848 à Saint-Martin-ès-Vignes (Aube), est un général français de la Révolution et de l’Empire.

## État des services
À peine sorti de l'enfance, il se range sous le drapeau le 18 septembre 1792 en qualité de sous-lieutenant dans le 10erégiment de cavalerie. Sa conduite distinguée pendant les campagnes de 1793 et de 1794, lui vaut le grade de lieutenant ; il déploie la plus grande valeur à la bataille de Kaiserslautern contre les Prussiens où il est blessé. En 1797, il est nommé capitaine sur le champ de bataille dans les environs de Friedberg.
Le 6 mai 1800, près d'Ulm, il résiste à trois charges exécutées par des forces supérieures, repousse les Autrichiens et les met en déroute. Il combat glorieusement à la bataille d'Austerlitz, est nommé aide-de-camp du général Caffarelli et se signale dans les deux campagnes de 1806.
Le 9 janvier 1807, le vice-roi d'Italie le nomme chef d'escadron, puis major le 13 mai 1807. Employé dans ce grade à l'armée d'Espagne, il se fait connaître par de nombreux exploits, surtout en Catalogne où l'Empereur lui confère le grade de colonel le 13 janvier 1809. Après la bataille du Pont-du-Roi, au succès de laquelle il contribue, le général Saint-Cyr lui donne l'honorable mission d'emporter la nouvelle à l'Empereur, qu'il rencontre à Valladolid. Envoyé à l'armée d'Italie le 1er avril 1809, Eugène de Beauharnais l'attache à son état-major et le charge d'organiser la cavalerie légère italienne. Il fait la campagne de 1809 avec la plus grande distinction. C'est encore lui qui va présenter à Napoléon Ier, à Schœnbrunn, les trophées de la victoire de Raab ; le colonel Rambourgt est fait officier de la Légion d'honneur le 31 octobre 1809.
À la bataille de Wagram, il fait plusieurs charges très-brillantes. Chargé peu après d'une mission difficile et importante, il s'en acquitte si bien qu'il est créé baron d'Empire le 17 mai 1810. De toutes les missions dont il est chargé, celle du Tyrol est la plus périlleuse pour lui ; malgré toutes les précautions qu'il prend, il tombe entre les mains de l'ennemi et est conduit devant Hofer : il se tire de ce mauvais pas par une ruse et par sa présence d'esprit. Le 30 octobre 1810, il est nommé colonel du 3e régiment de chasseurs à cheval Italien.
À la bataille de la Moskowa, le régiment du colonel Rambourgt et un autre régiment de chasseurs italiens tiennent l'extrême gauche de toute l'armée. Une nuée de Cosaques vient les attaquer ; mais le colonel Rambourgt qui a instruit son régiment à faire, à cheval, des feux de peloton et d'escadron, repousse vigoureusement cette attaque dangereuse. Pendant la retraite, il fait partie de l'escadron sacré composé en grande partie d'officiers de différents corps. 
Arrivé à Marienwerder, il est envoyé en Italie pour réorganiser la cavalerie avec laquelle il fait la campagne de 1813. Le 3 décembre 1813, il exécute une charge dans laquelle il fait 800 prisonniers ; cette action lui vaut le grade de général de brigade le 12 décembre 1813. Le 2 mars 1814, au combat de Parme, il se signale de nouveau, détruit l'arrière-garde ennemie dans Reggio, et soutient la retraite de l'armée depuis le Taro. À la suite de ces faits d'armes, il est élevé au grade de commandeur de l'Ordre de la Couronne de fer.
Dans la campagne de 1815, il fait des prodiges de valeur à la tête de la cavalerie légère de l'armée du Jura ; c'est lui que le général Lecourbe envoie à Paris porter la soumission de l'armée. Mis à la demi-solde, il reçoit ordre de quitter Paris dans les vingt-quatre heures et se retire dans le département de l'Aude, où il s'occupe de travaux agricoles.
En 1820, il commande à Colmar, la 2e subdivision de la 5e division militaire au moment de la conspiration de Belfort ; la conduite qu'il tient en cette circonstance est vivement blâmée des autorités royalistes ; il feint d'ignorer beaucoup de choses, et il ne dépend pas de lui que les conspirateurs ne s'arrêtent dans des menées qui doivent les perdre. Il est fait commandeur de la Légion d'honneur le 17 juillet 1822.
Après juillet 1830, le général Rambourgt quitte son commandement en emportant l'estime des Alsaciens. Il est mis à la retraite avant l'âge en 1832. En 1833, il est nommé membre du conseil général de l'Aube.
Il meurt le 8 novembre 1848, à Saint-Martin-ès-Vignes.